# طيون طيوني
الطيون الطيوني (باللاتينية: Inula inuloides) نوع نباتي ينتمي إلى جنس الطيون من الفصيلة النجمية.

## الموئل والانتشار
موطن هذا النوع تركيا.

## الوصف النباتي
نبات معمر.